# Jochen Liedtke
Jochen Liedtke (26. května 1953 Herford – 10. června 2001) byl německý počítačový vědec – informatik, známý svou prací v oblasti operačních systémů tzv. mikrojader, zejména vytvořením originálního mikrojádra L4.

## Život
V sedmdesátých letech Liedtke pracoval na svém diplomu z matematiky na Bielefeldské univerzitě. Jeho diplomovou prací bylo vytvoření kompilátoru pro programovací jazyk Elan, který byl určen pro výuku programování v německých školách; tento kompilátor byl taktéž napsán v jazyce Elan. Po studiu, v roce 1977, zůstal na Bielefeldské univerzitě a pracoval na portu programovacího jazyka Elan pro procesor Zilog Z80. Tento jazyk vyžadoval běhové prostředí, které Liedtke pojmenoval Eumel („Extendable Multiuser Microprocessor ELAN-System“), ale toto označení má v severoněmecké němčině význam hodný blázen. Eumel přerostl ve zcela multitaskový, víceuživatelský operační systém, podporující ortogonální persistenci, který se začal prodávat v roce 1980 a později byl portován na procesory Zilog Z8000, Motorolu 68000 a Intel 8086. Přestože tyto procesory postrádají ochranu paměti, Eumel implementoval virtuální stroj, který tuto vlastnost přidal. Bylo prodáno více než 2000 systémů Eumel, nejvíce do škol, ale také jako textové procesory pro právní praxi.
V roce 1984, se Liedtke připojil k GMD (Gesellschaft für Mathematik und Datenverarbeitung, německém výzkumném centru pro informační techniku, což je nyní část společnosti Fraunhofer), kde pokračoval v práci na Eumelu. V roce 1987, když mikroprocesory začaly podporovat chráněnou virtuální paměť, která byla široce dostupná ve formě procesoru Intel 80386, Liedtke započal práci na novém operačním systému L3 („Liedtkův třetí systém“, po Eumelu a interpretu Algolu 60, který napsal na střední škole). L3 byl vytvořen s cílem zachovat výkon použitím nejnovějších hardwarových vlastností, a byl vytvořen „od nuly“. Tento systém byl zpětně kompatibilní se systémem Eumel, pro zachování výhod z existujícího ekosystému Eumelu. L3 se začal distribuovat v roce 1989 s celkovým počtem nejméně 500 instalací.
Oba, Eumel a L3, byly mikrojádrové systémy, což byl v 80. letech populární design. Přesto, v raných 90. letech, získala mikrojádra špatnou reputaci, jako systémy vystavěné na vrcholu, kde měly špatný výkon. Tento trend vyvrcholil v dolarově miliardovém selhání systému IBM Workplace OS. Liedtke prohlašoval, že důvodem bylo, že problém je spojen se strukturou operačního systému, místem uložení mikrojádra. Liedtke vysledoval, že meziprocesová komunikace (IPC), která je naprostým základem výkonnosti mikrojádra, byla pomalá ve všech existujících mikrojádrech, včetně jeho vlastního mikrojádra L3. Dospěl k závěru, že je třeba radikálně přetvořit mikrojádra. Toto zabezpečil opětovným přepracováním L3, od počátku. Výsledné mikrojádro bylo později přejmenováno na L4. Hlavní novinka nového mikrojádra L4 spočívala v jeho kompletní závislosti na externích pagerech (ovladačích obsluhujících chybu výpadek stránky) a v rekurzivní výstavbě adresových prostorů. Toto vedlo k vývoji celé rodiny mikrojader, s množstvím nezávislých implementací uvedených principů.
Liedtke také pracoval na počítačové architektuře, hlídající tabulky stránek jako prostředek k provádění řídce mapovaných 64bitových adresních prostor. V roce 1996, Liedtke dokončil Ph.D. na základě práce na chráněných tabulkách stránek na Technické univerzitě v Berlíně.
V tomtéž roce Liedtke posílil výzkumné centrum Thomase J. Watsona, kde pokračoval v práci na mikrojádru L4 (pro politické použití zvané „Lava Nucleus“ nebo krátce „LN“, po neúspěchu Workspace OS nebyla mikrojádra v IBM v módě). Hlavní projekt během jeho působení v IBM byla práce na operačním systému Saw Mill, který se snažil přepracovat Linux v multiserver založený na L4.
V dubnu 1999 se Liedtke ujal katedry systémových architektur na Technologický institut v Karlsruhe. V Karlsruhe pokračoval ve spolupráci s IBM na systému Saw Mill, ale zároveň pracoval i na nové generaci L4 („Version 4“). Během tohoto času bylo vytvořeno několik experimentálních mikrojader, zahrnujících „Hazelnut“, první mikrojádro L4, které bylo portováno pro odlišnou architekturu (z x86 do ARM). Práce na nové verzi byla dokončena Liedtkeho studenty (Volkmar Uhlig, Uwe Dannowski a Espen Skoglund). Bylo uvolněno pod názvem „Pistachio“ v roce 2002.